# Clavariopsis bulbosa
Clavariopsis bulbosa är en svampart som beskrevs av Anastasiou 1962. Clavariopsis bulbosa ingår i släktet Clavariopsis, ordningen Pleosporales, klassen Dothideomycetes, divisionen sporsäcksvampar och riket svampar.   Inga underarter finns listade i Catalogue of Life.